# De stora berättarna
De stora berättarna är en bokserie bestående av sex volymer, utgiven av AB Saxon & Lindströms Förlag. Böckerna är gjorda i halvfranskt band.
| Titel                           | Författare           | Utgivningsår |
| ------------------------------- | -------------------- | ------------ |
| David Copperfield, del 1        | Charles Dickens      | 1962         |
| David Copperfield, del 2        | Charles Dickens      | 1962         |
| Greven av Monte Cristo, del 1   | Alexandre Dumas d.ä. | 1967         |
| Greven av Monte Cristo, del 2   | Alexandre Dumas d.ä. | 1967         |
| Drottning Gåsfot                | Anatole France       | 1967         |
| Vårströmmar + Min första kärlek | Ivan Turgenev        | 1967         |